# Georges Le Roy
Pour les articles homonymes, voir Le Roy.
Daniel Eugène Georges Leroy, dit Georges Le Roy, né à Paris 7e le 28 février 1885 et mort à Paris 17e le 3 août 1965, est un acteur français, sociétaire de la Comédie-Française et professeur au Conservatoire de Paris.

## Biographie
Entré à la Comédie-Française en 1908, où il fut l'interprète de Polyeucte et d'Alceste, nommé sociétaire en 1919 jusqu'en 1941, il y donna sa Soirée d'Adieux le 17 février 1950.
C'est à son initiative que fut célébré, le 17 février 1922 en l'église Saint-Roch de Paris, un service solennel pour le repos de l'âme de Molière. On lui doit également cette même année la création de l'Union Catholique du Théâtre et de la Musique.
Il conçut le projet d'édifier en France un vaste théâtre selon l'esprit avec le concours de Gaston Baty, d'Henri Ghéon et Jacques Copeau. L'un des mots d'ordre de la Fédération pour la défense artistique et morale du théâtre en France, fondée par Georges Le Roy en 1925 était « Un théâtre où jamais l'honnête homme ne serait gêné d'être assis. »
Au Conservatoire national de Paris, il a eu comme élèves : Edwige Feuillère, Gisèle Casadesus, Jean Meyer, Jean Desailly, Micheline Boudet, Denise Gence, Gérard Philipe, André Falcon, Bruno Cremer, Jean-Paul Belmondo, Jean-Pierre Marielle, Michel Beaune, Claude Rich, Michel Le Royer, Georges Descrières, Yves Gasc.
Georges Le Roy reprend comme Edmond Got, Ernest Legouvé et Henri Dupont-Vernon ce que Racine, Fénelon, Voltaire et Marmontel ont écrit sur la structure syntaxique et la primauté du sens dans le phrasé du vers, option reprise par Michel Bernardy dans son enseignement au Conservatoire National Supérieur d'Art Dramatique de 1972 à 1994 et dans son ouvrage Le Jeu Verbal.
Il est inhumé auprès de son épouse Jeanne Delvair (1877-1949), qui fut également sociétaire de la Comédie-Française, au cimetière Bouilhet situé sur la commune de Marly-le-Roi (Yvelines).

## Filmographie
- 1911 : La Mauvaise Intention (ou L'Image) d'Albert Capellani: le neveu
- 1914 : La Joie fait peur, de Jacques Roullet[5] : Adrien des Aubiers
- 1922 : Molière, sa vie, son œuvre, de Jacques de Féraudy
- 1934 : Un soir à la Comédie-Française de Léonce Perret : un comédien
- 1948 : D'homme à hommes, de Christian-Jaque : le président du Tribunal
- 1949 : Miquette et sa mère, d'Henri-Georges Clouzot : un homme

## Théâtre

### Comédien

#### Comédie-Française
Entrée à la Comédie-Française en 1908
Sociétaire de 1919 à 1941
356e sociétaire
- 1906 : La Courtisane d'André Arnyvelde : De Come
- 1909 : La Furie de Jules Bois : un stratège
- 1909 : La Robe rouge d'Eugène Brieux : Ardeuil
- 1910 : Les Marionnettes de Pierre Wolff
- 1910 : Bérénice de Jean Racine : Arsace (13 fois de 1910 à 1918)
- 1911 : Cher maître de Fernand Vandérem : Roumier
- 1911 : Primerose de Gaston Arman de Caillavet et Robert de Flers
- 1912 : Le Ménage de Molière de Maurice Donnay : La Grange
- 1912 : L'Embuscade de Henry Kistemaeckers : Robert Marcel
- 1912 : Antony d'Alexandre Dumas : Frédéric de Lussan
- 1912 : Bagatelle de Paul Hervieu : Chambres
- 1913 : Venise de Robert de Flers et Gaston Arman de Caillavet : Max
- 1913 : La Marche nuptiale de Henry Bataille : Vicomte de Saussy
- 1915 : Le Mariage forcé de Molière : Lycaste
- 1917 : L'Éternelle Présence d'André Dumas : le fils
- 1920 : Le Repas du lion de François de Curel : Boussard
- 1920 : Paraître de Maurice Donnay : Jean Raidzell
- 1920 : Barberine d'Alfred de Musset, mise en scène Émile Fabre : Ulric
- 1921 : Les Fâcheux de Molière : Molière
- 1922 : Dom Juan de Molière : Dom Carlos
- 1922 : L'Abbé Constantin d'Hector Crémieux et Pierre Decourcelle d'après Ludovic Halévy : Jean
- 1923 : 1802 Dialogue des morts d'Ernest Renan : Boileau
- 1929 : Le Marchand de Paris d'Edmond Fleg : Roland
- 1931 : Le Sang de Danton de Saint-Georges de Bouhélier : Saint-Just
- 1933 : La Tragédie de Coriolan de William Shakespeare, mise en scène Émile Fabre : un seigneur volsque
- 1934 : La Double Inconstance de Marivaux, mise en scène Raphaël Duflos : un seigneur
- 1934 : L'Otage de Paul Claudel, mise en scène Émile Fabre : le pape Pie
- 1935 : Madame Quinze de Jean Sarment, mise en scène de l'auteur : Charles Lenormand d'Étiolles
- 1937 : Les affaires sont les affaires d'Octave Mirbeau, mise en scène Fernand Ledoux : Vicomte de la Fontenelle
- 1938 : Esther de Jean Racine, mise en scène Georges Le Roy : Aman
- 1938 : L'Otage de Paul Claudel, mise en scène Émile Fabre : le pape Pie
- 1939 : Asmodée de François Mauriac mise en scène Jacques Copeau : le curé
- 1939 : La Double Inconstance de Marivaux, mise en scène Raphaël Duflos : un seigneur

#### Hors Comédie-Française
- 1946 : Hamlet de William Shakespeare, mise en scène Jean-Louis Barrault, Théâtre Marigny : le spectre
- 1949 : Élisabeth d'Angleterre de Ferdinand Bruckner, mise en scène Jean-Louis Barrault, Théâtre Marigny : le Père Marianna
- 1957 : Le Martyre de Saint-Sébastien, mise en scène Maurice Jacquemont, chorégraphie Serge Lifar, Théâtre national de l'Opéra

### Metteur en scène
- 1938 : Esther de Jean Racine, Comédie-Française
- 1939 : Athalie de Jean Racine, Comédie-Française
- 1946 : La Princesse d'Élide et Esther de Molière et Jean Racine, Comédie-Française
- 1953 : La Jalousie du barbouillé de Molière et Le Mariage forcé de Molière et Lully, Théâtre du Conservatoire
- 1954 : Les Plaideurs de Jean Racine, Théâtre du Petit Marigny

## Distinctions
- Chevalier de la Légion d'honneur au titre du ministère de l'Éducation nationale (décret du 5 août 1939). Parrain : Édouard Bourdet, administrateur général de la Comédie-Française.
- Officier de la Légion d'honneur au titre du ministère de l'Education nationale (décret du 1er septembre 1953). Parrain : Paul Léon, membre de l'Académie des beaux-arts.
- Commandeur de l'Ordre de Saint-Sylvestre (18 octobre 1952).

## Liens  externes
- Ressources relatives au spectacle :   - Les Archives du spectacle
  - Comédie-Française
- Ressource relative à l'audiovisuel :   - IMDb
- Notices d'autorité :   - VIAF
  - ISNI
  - BnF (données)
  - IdRef
  - LCCN
  - Italie
  - Pays-Bas
  - WorldCat
- Rue du conservatoire